# Federazione pallavolistica del Galles
La Federazione gallese di pallavolo (eng. Volleyball Wales, VW) è un'organizzazione fondata nel 2009 per governare la pratica della pallavolo in Galles.
Organizza il campionato maschile e femminile, e pone sotto la propria egida la nazionale maschile e femminile.
Ha aderito alla FIVB nel 1989.